# Тумботино
Ту́мботино — посёлок городского типа в Павловском муниципальном районе Нижегородской области России.

## История
Поселение Тумботино упоминается в выписях из писцовых материалов уже в 1580-х годах как пустошь с 12 дворовыми местами. К 1608 году Тумботино уже называется деревней, а к 1670 году — присёлком по отношению к соседнему селу Павлову.
Название посёлка имеет мордовское происхождение и означает по одной версии омут (когда-то Ока текла непосредственно у Тумботина и у крутого берега здесь были омуты).
Статус посёлка городского типа с 1938 года.

## Экономика
Заводы: медикоинструментальный (выпускает хирургический инструмент), «Горизонт» (производство ножниц).

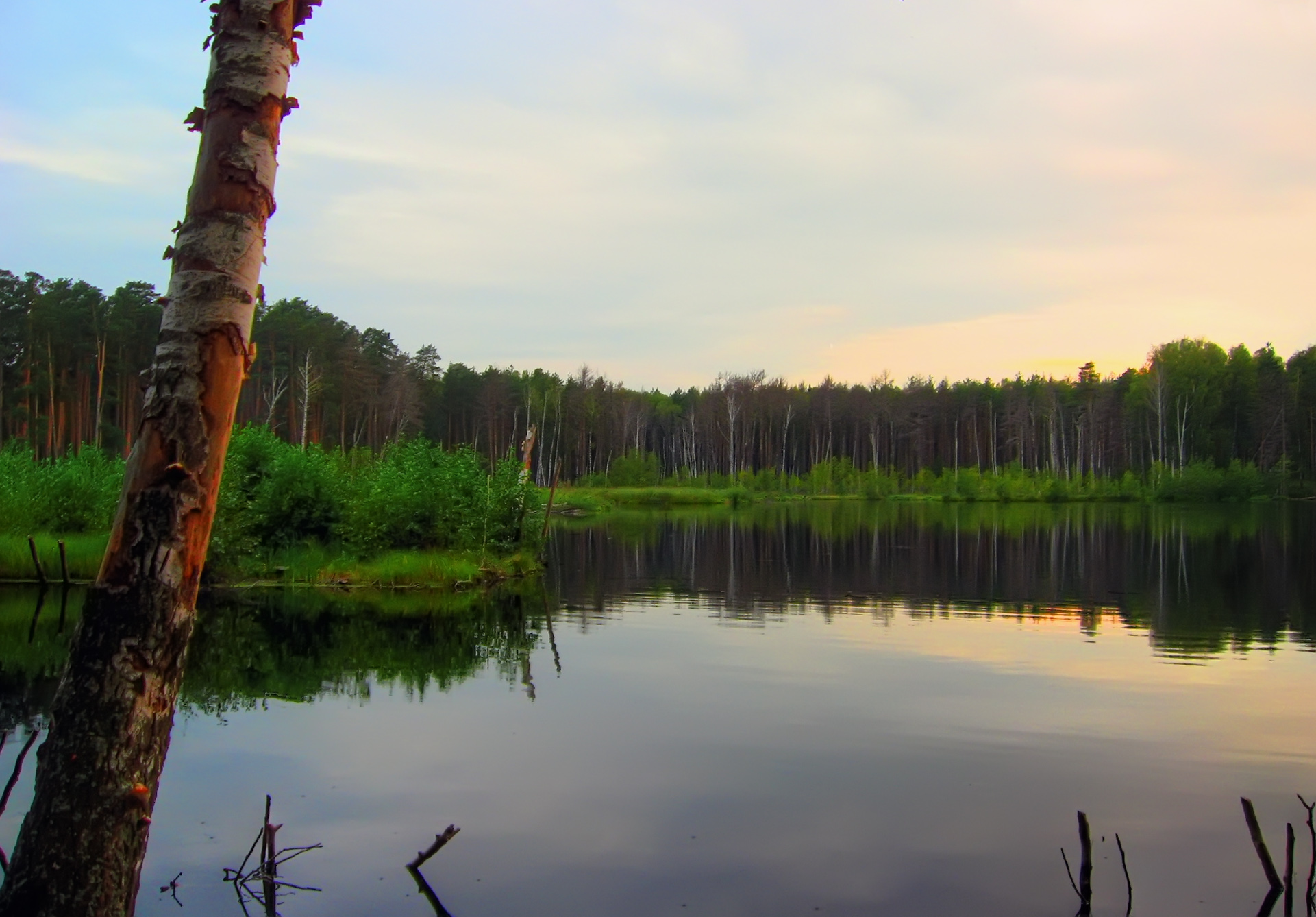
Святое Тумботинское озеро

## Транспорт
С левого берега Оки (от понтонной переправы с районным центром Павловым) ходят автобусы (ПАЗ) 4-х маршрутов (один непосредственно в посёлок Тумботино, три проходящих — до станции Гороховец, в деревни Степаньково и Старое Щербинино), а также маршрутные такси (ГАЗель).

## Образование
В посёлке имеются детские сады «Берёзка», «Светлячок», «Гнёздышко» и «Юбилейный», а также две общеобразовательные школы.

## Достопримечательности
Сохранилась церковь Благовещения Пресвятой Богородицы (дата постройки последнего здания — рубеж XVIII—XIX веков, каменная церковь с трапезной и ярусной колокольней). Основной объём церкви — восьмерик на высоком четверике. В годы советской власти богослужения в церкви были прекращены, здание было частично разрушено, в нём размещался хлебозавод. В начале 2000-х передана верующим.
В посёлке в 1999 году установлен памятник ножницам. В районе расположен Тумботинский заказник.
Также Тумботино известно своими санками-финками.